# Soul Collector
Soul Collector – jest pierwszym albumem muzycznym grupy Lovechild.

## Lista utworów
1. "Prisoner" – 03:36
2. "Perfect Day" – 04:34
3. "Soul Collector" – 04:06
4. "Lef on the Outside" – 05:20
5. "Sunset Rider" – 03:52
6. "No Return" – 04:36
7. "Battlefield" – 05:42
8. "Line on Fire" – 04:04
9. "Promised Land" – 04:26
10. "Lion" – 04:01
11. "Midnight Train" – 05:14
12. "Close" – 04:30